# Lilli Gschwentner
Lilli Gschwentner (* 15. Februar 2003 in Wien) ist eine österreichische Handballspielerin.

## Karriere
Lilli Gschwentner spielt in Österreich für WAT Atzgersdorf. Mit Atzgersdorf wurde sie 2023 Vizemeister der österreichischen Meisterschaft und wurde in das All-Star-Team der Liga gewählt.
Am 8. April 2023 gab sie ihr Debüt für die österreichische Nationalmannschaft gegen Spanien. Sie stand im Kader für die Weltmeisterschaft 2023, wo sie mit Österreich den 19. Platz belegte. Im Turnier erziele sie sieben Tore in vier Spielen.